# 재리드 휴스
재리드 휴스(영어: Jarryd Hughes, 1995년 5월 21일~)는 오스트레일리아의 스노보드 선수로 주 종목은 크로스이다. 올림픽에 2회 참가했으며 2018년 동계 올림픽 남자 크로스 경기에서 은메달을 획득했다. 또한 세계 선수권 대회에서 금메달 1개를 획득했다.